# Горен кварк
Горен кварк, или U-кварк, е елементарна частица описана от стандартния модел. Той е кварк от първо поколение с електричен заряд +(2/3)e. Той е най-лекият от всички кварки. Неговата маса не е точно определена, но най-вероятно е между 1,5 и 4 MeV. Според стандартния модел на физиката на елементарните частици има шест вида кварки. Обикновената материя, като атомите, се състои от електрони и ядро. Протоните и неутроните, от които е изградено ядрото, се наричат нуклеони, и са изградени основно от горни и долни кварки. Протонът представлява два горни и един долен кварк, а неутронът – един горен и два долни кварки.
Връзката между маса и енергия, описана в специалната теория на относителността означава, че бързо движещи се частици имат по-голяма енергия и така привидно имат по-голяма маса при високи скорости, отколкото в покой. Силата на силното ядрено взаимодействие, което държи кварките в ядрото, предполага, че те се движат с релативистични скорости. Следователно по-голямата част от масата в нуклеоните се дължи не на масата на кварките, а на енергията на глуонното поле, което го придържа.